# Hans Otto Heinrich Stange
Hans Otto Heinrich Stange (* 1903 in Königsberg (Preußen); † 1978 in Bovenden bei Göttingen) war ein deutscher Sinologe und Universitätsprofessor.

## Biografie
Stange war ein Schüler von Otto Franke.
Ab 1932 war Stange Mitglied der NSDAP. Er denunzierte unter anderem 1936 seinen ehemaligen Studienkollegen Stefan (Étienne) Balázs gegenüber Fritz Jäger als »eingeschworene[n] Marxist und Kommunist bis zur letzten brutalen bolschewistischen Konsequenz«. Hartmut Walravens bezeichnet Stange als den „prononciertesten NS-Mitläufer unter den deutschen Sinologen“. 1946 wurde Stange als Leiter des Göttinger Sinologischen Seminars abgesetzt und erst 1957 wieder mit der Leitung beauftragt.
Von 1953 bis 1970 war Stange Professor für Sinologie am Orientalischen Seminar der Georg-August-Universität Göttingen. Er betreute die 1959 erschienene Neuausgabe des ursprünglich 1925 von Werner Rüdenberg (1881–1961) herausgegebenen Chinesisch-Deutschen Wörterbuchs, welches heute als Rüdenberg-Stange bekannt ist.

## Veröffentlichungen (Auswahl)
- mit Werner Rüdenberg: Chinesisch-deutsches Wörterbuch. 3., erweiterte Auflage. Berlin 1971. Reprint De Gruyter, Berlin/Boston 2015, ISBN 978-3-11-082753-8.